# Жиль д’Ориньи
Жиль д’Ориньи́ (фр. Gilles d’Aurigny; конец XV века, Бове — 1553 год) — французский писатель
 и поэт XVI века. Служил адвокатом при Парижском парламенте.

## Творчество
Из сочинений наиболее известны:
- «Aureus de utraque potestate scilicet et spirituali libellus» (Париж, 1516);
- «Contemplation sur la mort de Jésus-Christ etc.» (Пар., 1517);
- «Ordonnances des rois de France» (П., 1527);
- «Le Cinquante-deuxiesme arrest d’amours, avecques ses ordonnances sur le fait des masques» (1528);
- «La généalogie des dieux poétiques» (1545);
- Поэма «Le Tuteur d’amour» (П., 1546; Лион, 1547).
- «La peinture de Cupido» (1545);
- «La description d’Hercule de Gaule» (Лион, 1557).